# كتابات معاصرة (مجلة)
مجلة كتابات معاصرة هي مجلة دورية ثقافية تصدر في العاصمة اللبنانية بيروت منذ العام 1988 تحت شعار: فنون وعلوم، ثم أضيف إليه لاحقًا شعار: «مجلة الإبداع والعلوم الإنسانية». يرأس تحريرها الشاعر إلياس لحود، وتعنى بميادين الأدب والشعر والنقد وفي مختلف مجالات المعرفة والثقافة.

## العدد الأول
صدر العدد الأول من مجلة كتابات معاصرة في تشرين الثاني (نوفمبر) 1988. بترخيص صادر عن وزارة الاعلام اللبنانية بتاريخ : 1987-09-13.
وضمت الهيئة الاستشارية: عبد الوهاب البياتي، أدونيس، ميشال سليمان، ميشال عاصي، بشارة صارجي، ممدوح عدوان، عادل فاخوري، إلياس الخوري، أحمد المديني، ميشال زكريا، عبد الملك مرتاض، روحي بعلبكي.
أما محتويات العدد فشملت الزوايا الآتية: افتتاحية: بيان ضد المشروع، والجذور التاريخية للكراهية الأوربية للشرق/ شرق الحكمة، غرب الفلسفة لإلياس بردويل. وتغريبة لبنانية لمحمد علي فرحات، والنقد الأدبي / مستويات واتجاهات لميشال عاصي.
وضمّ العدد أيضًا، ملف: النقد الجديد والإبداع الجديد، ملف: الشعر، وحوارات، وقراءات، وزاوية: فنون وعلوم.
يذكر لحود في حوار معه  أن "العدد الأول بقي في المطبعة مدة من الزمن، قبل أن ينجح في تأمين ثمن الورق على نفقته الشخصية". أما الاخراج والمقالات المنشورة وأتعاب الخطاطين فجرى تقديمها إليه مجانا. ويقول إن أعداد كتابات معاصرة يعود الفضل في صدورها إلى "نبل الاصدقاء، الذين حولوا منازلهم حول العالم إلى مكاتب توزيع''.

### الافتتاحية
مما جاء في افتتاحية العدد الأول: 
''منذ البداية تخرج هذه المجلة على أخواتها بألم سعيد، لأنها ترفض أن تكون الأخوات أو الجدّات حتى ولو كن أحيانًا مخلصات وأكثر من صادقات... لأن الأهم ألا تتستر المؤسسات بنا على عريها وأن نكون أنفسنا.
ما كان يحصل أن يقال الكلام العربي الكبير. كلام المشروع / المؤسسة بالبلاغة المعهودة، يتحول بالتنفيذ التدريجي إلى جسد المدير وبذلته ''السّينييه'' وبالتحديد إلى جيبته.

منذ البداية أيضًا، نريده كلامًا صغيرًا جارحاً على قدر مأساتنا··· ضد الكلام العربي المعهود الذي أغرق جميع الاسواق بفصاحة ادعائه··.''.

## مجلة «ما بعد الحداثة»
يوضح صاحب المجلة ورئيس تحريرها إلياس لحود في حوار معه، أن المجلة هي:
"مجلة (ما بعد الحداثة) ليس بادعاء هذا (الما بعد) وإنما بفعله، هي مجلة المختلف ولكن ليس (المتغرب). قد يكون الغربيون سبقونا إلي فلسفة الاختلاف، مع جاك دريدا وبول ريكور وجون كولوز وميشيل سارتون، ويجوز أنهم أمدونا بقسم كبير من المصطلح القاسي الصعب. لكن علينا أن لا نغيَّب الآخر وأن لا نأخذ منه إلا ما له علاقة بتطورنا، ما له علاقة بفعاليتنا".
ويؤكد لحود أن مجلته: 
«لا تهمل تراثنا بل تقرأه قراءة المستوي العالي، ولا تهمل تراث الغرب بل تقرأه قراءة عربية، بهذا التزاوج بين القراءتين تقدم كتابات معاصرة النص المطعَّم بالمعرفة؛ هذا النص المتفجر بالإمكانات وبالمعرفية الجديدة». 
ويلحظ أن العمل في مجلة كتابات معاصرة يرتكز علي خطين: 
«خط الماضي الذي نأتي به طوعاً أو قسراً لتشريحه وتأويله، والخط الآخر هو المستقبل الذي نأتي به أيضا لتعليله، وفي قبضة الممكن في نصنا وليس لكونه ذلك النص الصعب أو ذاك المصطلح الصعب الذي يعقَّد مسألة النقد ومسألة التوصيل كما نري في جامعاتنا وسواها».

## «مصادرة» و«صمود»
خلال المرحلة الطويلة من صدور المجلة، جرت مصادرتها أكثر من مرة في بلدان عربية مختلفة. ويوضح لحود أنه «ما كان يؤلم في المصادرة قرارات تلف الأعداد وما ينتج عنها من خسارة مضاعفة بسبب كلفة المجلة وأجرة الشحن المرتفعة». والمضحك هنا أنه في كل مرة يتوقع فيها حصوله على تنويه بفعل الجهود التي تقوم بها المطبوعة، يصله انذار من الرقابة أو تهديد بالمنع أو توبيخ ما.
ويؤكد لحود أنه ''لو كان في لبنان مجلة ثقافية تصدرها وزارة الثقافة لما اخترت المضي في مشروعي الذي أنهكني. وبانتظار ولادة مجلة تصدرها الجهات الرسمية، يبقى واجبي أن أتابع النضال والبحث عن موارد جديدة تخول المجلة الصمود أكثر".